# Atsushi Sakurai
Atsushi Sakurai (櫻井 敦司, Sakurai Atsushi, 7 de março de 1966 – 19 de outubro de 2023) foi um músico e cantor-compositor japonês. Ele foi o vocalista e letrista principal da banda de rock Buck-Tick de 1985 até sua morte em 2023. Sakurai ingressou na banda em 1983, inicialmente como baterista, e liderou o grupo por 38 anos, lançando 23 álbuns de estúdio dos quais quase todos alcançaram o top dez na parada japonesa Oricon. A banda é frequentemente reconhecida como uma das pioneiras do movimento visual kei.
Sakurai lançou o álbum solo Ai no Wakusei em 2004 e foi membro do supergrupo Schwein ao lado de Sascha Konietzko, Raymond Watts e seu colega de banda Hisashi Imai. Em 2015, formou um projeto solo chamado The Mortal.
Depois de adoecer durante um show do Buck-Tick, Sakurai faleceu de hemorragia no tronco cerebral em um hospital de Yokohama em 19 de outubro de 2023. Ele foi homenageado postumamente com o Prêmio pelo Conjunto da Obra no 65º Japan Record Awards.

## Juventude
Atsushi Sakurai nasceu em Fujioka, província de Gunma, em 7 de março de 1966, como o mais novo de dois filhos. Ele compartilhava sua data de aniversário e o tipo sanguíneo com seu pai, a quem Sakurai descreveu como um alcoólatra e também com quem ele tinha uma semelhança física. Após comprar um grande aparelho de som em seu quinto ano do ensino fundamental, os primeiros discos que Sakurai comprou foram Feel Happy e "Candy" do músico Shinji Harada. Apesar de se impressionar com a maquiagem do Kiss e as melodias e roupas dos Bay City Rollers, ele preferia Harada, Twist e Char. Embora tenha recebido um violão nessa mesma época, ele desistiu do instrumento após cerca de uma semana. Embora apreciasse ouvir música, ele não considerava a possibilidade de se tornar músico naquele tempo.
Quando Sakurai ingressou na Escola Secundária Gunma Kenritsu Fujioka, ele era um solitário que andava com a turma dos delinquentes (yankī) cujos amigos eram principalmente de fora da escola. Isso mudou em seu terceiro ano do ensino médio, quando se tornou amigo de seu colega de classe Hisashi Imai, que o apresentou ao punk rock. Enquanto ouviam CDs juntos, eles frequentemente discutiam a ideia de formar uma banda e escolhiam quais instrumentos tocariam, apesar de nenhum deles poder tocar no momento. Sakurai escolheu a bateria porque achou que seria bacana e por se interessar no rítmo. Sakurai disse que ver Boøwy, seus colegas de Gunma, serviu como sua inspiração inicial para começar uma banda, seguido por Bauhaus e David Bowie.

## Carreira

### Buck-Tick
Após se formar na escola em 1984, Sakurai tentou a vida em alguns empregos e formou a banda Hinan Go-Go com Imai em março, logo depois renomeada para Buck-Tick. No entanto, ele disse permanecer na banda simplesmente porque não tinha mais nada para fazer, e descreveu esse como o pior período de sua vida e começou a beber muito, seguindo o exemplo de seu pai. Quando os outros membros do Buck-Tick se formaram eles se mudaram para Tóquio, porém Sakurai foi o único que ficou na província de Gunma porque seu pai era contra as atividades da banda e Sakurai estava preocupado com sua mãe. Foi então que ele decidiu se tornar um cantor. Ele perguntou a Toll Yagami se poderia ser o vocalista da banda dele, SP, mas ele recusou. Quando seu pai morreu em outubro do mesmo ano, Sakurai mudou-se para Tóquio um ano depois. Foi quando o vocalista do Buck-Tick saiu que Sakurai se tornou vocalista da banda, em dezembro de 1985. Kyosuke Himuro, que foi um colega de classe de Sakurai, foi um dos que aconselharam Sakurai a se tornar um vocalista, dizendo que ele possuía uma boa aparência.
Buck-Tick lançou seu álbum de estreia em uma grande gravadora, Sexual XXXXX!, através da Victor Entertainment em 1987. O single de 1988, "Just One More Kiss", marcou o avanço do grupo quando alcançou o sexto lugar no Oricon Singles Chart. No ano seguinte, o quarto álbum de estúdio gravado em Londres, Taboo, alcançou o primeiro lugar e eles se apresentaram no Tokyo Dome pela primeira vez. Em 1990, o single "Aku no Hana" e o álbum de mesmo nome alcançaram o primeiro lugar em suas respectivas paradas. Buck-Tick continuou seu sucesso por mais de 30 anos, já que quase todos os seus álbuns subsequentes alcançaram o top dez na parada da Oricon. Isso inclui o Izora de 2023, o vigésimo terceiro álbum e o último com Sakurai.
A turnê Chaos After Dark do Buck-Tick estava programada para começar em dezembro de 1996. No entanto, foi adiada pois Sakurai adoeceu gravemente com peritonite aguda durante uma sessão de fotos no Nepal. Com a vida em risco, ele foi levado de volta ao Japão, onde ficou hospitalizado por cerca de um mês. As datas perdidas dos shows foram compensadas com uma turnê em março de 1997.
Em 9 de dezembro de 2018, Sakurai estava visivelmente mal durante o show do Buck-Tick no Zepp DiverCity, mas insistiu em terminar a apresentação. Após o show, ele foi diagnosticado com sangramento gastrointestinal e os shows subsequentes tiveram que ser adiados para seu tratamento.

### Carreira solo e outros trabalhos
Fora do Buck-Tick, Sakurai apareceu na canção "Masquerade" de Der Zibet, do álbum Shishunki II de 1991, e na regravação lançada no álbum de 2010 Kaikoteki Mirai - Nostalgic Future. Ele colaborou com a banda holandesa Xymox na faixa "Yokan" (予感)  para a coletânea Dance 2 Noise 002, lançada em março de 1992. O cantor também forneceu vocais de apoio em "Koi no Hallelujah" no álbum Flowers (1994) do vocalista do Der Zibet, Issay. Para o álbum de 1996 Wrecked do projeto musical inglês Pig (de Raymond Watts), ele forneceu vocais de apoio para as faixas "No One Gets Out of Her Alive" e "Contempt". Para o álbum de 1998 de Masami Tsuchiya, Mori no Hito ~Forest People~, ele canta os vocais principais em "A Mid Summer Night's Forest" e "Goblin Forest", para os quais ele também escreveu a letra.
Sakurai e seu colega Hisashi Imai se uniram aos músicos industriais Raymond Watts e Sascha Konietzko para formar o supergrupo Schwein em 2001. Eles lançaram um álbum de estúdio, Schweinstein, um álbum de remix, Son of Schweinstein, e realizaram uma turnê no Japão, tudo isso antes de se desfazerem no mesmo ano. Em uma entrevista de 2023 para a Visual Music Japan, Watts citou Schwein como sua colaboração favorita até o momento e chamou Sakurai de "grande vocalista".
Em 2004, Sakurai lançou seu primeiro álbum solo Ai no Wakusei. Apresenta músicas compostas por uma variedade de músicos como Wayne Hussey, Taiji Sato e Robin Guthrie. 2004 também viu sua estreia como ator, tendo o papel principal no curta-metragem Longinus, dirigido por Ryuhei Kitamura. No mesmo ano ele lançou um livro com poesias e letras chamado Yasou (夜想).
Em 2015, anunciou a formação de seu segundo projeto solo, uma banda chamada The Mortal. O grupo era formado pelo guitarrista Jake Cloudchair (Guniw Tools), o guitarrista Yukio Murata (My Way My Love), o baixista Ken Miyo (M-Age) e o baterista Takahito Akiyama (Downy). O mini-álbum Spirit foi lançado em 14 de outubro e eles fizeram uma turnê de cinco shows em novembro. O álbum de estúdio I am Mortal foi lançado em 11 de novembro de 2015.
Sakurai co-escreveu a canção "Shinkai" do álbum de estreia de Chiaki Kuriyama, Circus, de 2011. Ele escreveu a letra da canção "Koisuru Christine", que Imai compôs para um álbum da banda Kishidan, Manyoshu (2017). Ele também foi o narrador do filme de anime de 2018, Neko Ki Kaku. Cantou a música "Kakeochi-mono" em dueto com Ringo Sheena em dueto para o álbum dela Sandokushi, de 2019.

## Vida pessoal
O sobrenome de Sakurai era originalmente escrito como "桜" ("sakura") no primeiro kanji, mas quando sua mãe morreu em 1990, ele mudou para uma versão mais antiga do kanji, "櫻". Ele também escreveu músicas como "Jupiter", "Sakura" e "Long Distance Call" sobre a morte de sua mãe. Sakurai se casou com a estilista do Buck-Tick em 1991. Eles tiveram um filho, o escritor  Haruka Tono, vencedor do Prêmio Akutagawa, antes de se divorciarem um ano depois. Ele se casou novamente em junho de 2004.

## Morte e legado

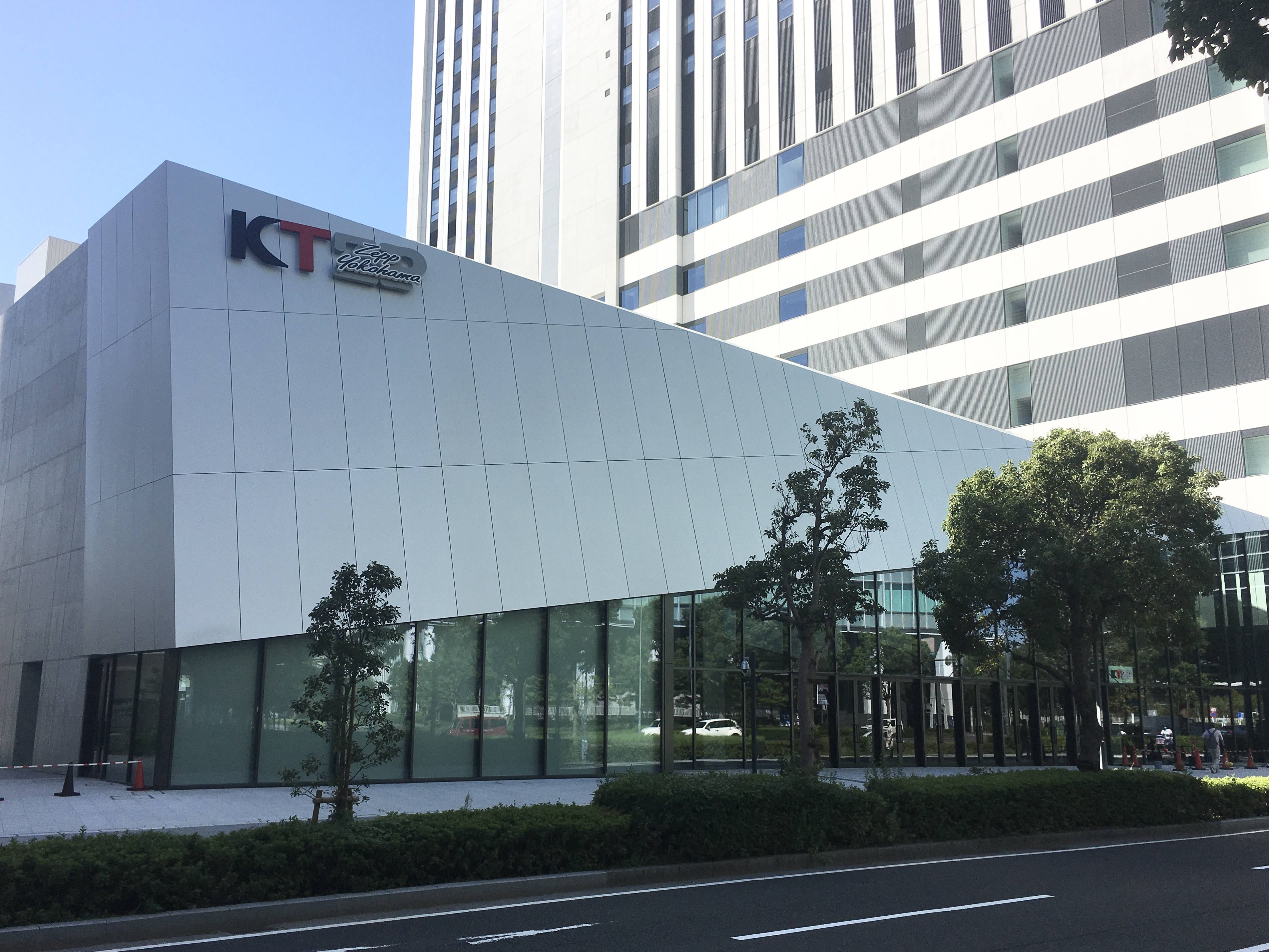
Sakurai faleceu após ser levado às pressas para o hospital durante um concerto no KT Zepp Yokohama (imagem).

Em 19 de outubro de 2023, durante um show do Buck-Tick no KT Zepp Yokohama, exclusivo para membros do fã-clube, Sakurai foi levado às pressas para um hospital devido a sinais repentinos de enfermidade, encerrando abruptamente a apresentação. Segundo os participantes, ele estava visivelmente mal durante a primeira música, "Scarecrow", sentou-se para tocar a segunda, "Boy Septem Peccata Mortalia", e foi escoltado para fora do palco pela equipe após a terceira música, "Zekkai". Ele morreu no hospital às 11h09 tarde daquela noite, aos 57 anos. A causa da morte foi revelada como uma hemorragia no tronco cerebral. Um funeral privado, com a presença de amigos próximos e familiares, foi realizado nos dias seguintes. Sua morte foi anunciada publicamente pela banda alguns dias depois, em 24 outubro.
Buck-Tick realizou um evento memorial de dois dias para Sakurai no Zepp Haneda nos dias 8 e 9 de dezembro, intitulado The Ceremony -Atsushi Sakurai e- (THE CEREMONY -櫻井敦司へ-). Estiveram presentes cerca de 20 mil pessoas.
Sports Nippon descreveu Sakurai como uma "figura carismática que liderou o mundo do rock na década de 80". O Mainichi Shimbun escreveu que Sakurai era conhecido por sua bela aparência e uma voz de cantar única. Vários músicos expressaram publicamente suas condolências por sua morte, incluindo Tomoyasu Hotei, Sugizo, Gackt, Daigo e Kazuya Yoshii. Izam disse que admirava Sakurai desde os tempos de escola e contou como, quando o conheceu, "senti como se tivesse tocado um deus". Show Ayanocozey comentou: "ele foi um verdadeiro herói do rock que viveu no palco até o fim e esteve sob os holofotes até o momento de sua morte. Quem mais fez uma coisa dessas?". Sakurai foi homenageado postumamente com o Prêmio pelo Conjunto da Obra no 65º Japan Record Awards em 30 de dezembro de 2023.
Em 2011, os críticos japoneses de rock que escreveram para a Metropolis incluíram Sakurai em seu Panteão dos Deuses do Rock Japonês. De acordo com Shweta Basu, a bela aparência e a "aura indiferente e perigosa" do músico inspiraram muitos personagens fictícios, principalmente o cantor de rock Kouji Nanjo da série de mangá Zetsuai 1989. A artista de mangá Ami Shibata, criadora de Papuwa e Jibaku-kun, admitiu que modelou vários de seus personagens à imagem dele. O vocalista do Dir en grey, Kyo, se inspirou a se tornar uma estrela do rock depois de ver uma foto de Sakurai na mesa de um colega de escola. Já o vocalista do Mucc, Tatsurō, citou Sakurai como o vocalista que mais o influenciou, incluindo suas letras e presença de palco.

## Discografia

### Solo
Singles
- "Sacrifice" (26 de maio de 2004), posição de pico na Oricon Singles Chart: #25[49]
- "Taiji/Smell" (胎児/SMELL, 21 de julho de 2004), #22[49]
- "Wakusei -Rebirth-" (惑星-Rebirth-, 23 de fevereiro de 2005), #62[49]

Álbuns
- Ai no Wakusei (愛の惑星, 23 de junho de 2004), Oricon Albums Chart, #15[50]

DVDs
- Longinus (25 de agosto de 2004, curta-metragem), #16[51]
- -Explosion- Ai no Wakusei Live 2004 (-EXPLOSION -愛の惑星Live2004, 16 de dezembro de 2004),  #47[51]

### Com The Mortal
- Spirit (14 de outubro de 2015) #11[52]
- I am Mortal (11 de novembro de 2015) #12[52]
- Imortal (9 de março de 2016, home video)

## Livros
- Yasou (夜想) (14 de julho de 2004)
- Sacrifice (20 de julho de 2004)